# Karolyn Kirby
Karolyn Kirby (Brookline, 30 juni 1961) is een voormalig Amerikaans volleyballer en beachvolleyballer. In die laatste discipline won ze eenmaal brons bij de wereldkampioenschappen en tweemaal het klassement van de FIVB World Tour.

## Carrière

### 1979 tot en met 1992
Kirby studeerde van 1979 tot en met 1984 achtereenvolgens aan Utah en Kentucky State University. Bij beide universiteiten maakte ze deel uit van het volleybalteam en werd tweemaal uitgeroepen tot All-American. Kirby heeft daarnaast professioneel gevolleybald in Europa en nam een seizoen deel aan de Major League Volleyball. Ze maakte in 1984 haar debuut als beachvolleyballer in de AVP Tour; ze werd met Mary Jo Peppler derde bij het toernooi van Clearwater. Twee jaar later werd het duo vijfde in Jacksonville. In 1987 speelde ze twee wedstrijden in de WVPA Tour met Sandy Aughinbaugh-Fahey en een jaar later nam ze deel aan vijf WPVA-toernooien met Jo Ellen Vrazel. Het seizoen daarop vormde ze een team met Dale Hall. Het tweetal deed mee een dertien toernooien in de Amerikaanse competitie en behaalde daarbij een tweede (Albuquerque), twee derde (Tokio en Manhattan Beach) en drie vierde plaatsen (Phoenix, Santa Barbara en Huntington Beach). In 1990 speelde Kirby achtereenvolgens met Patty Dodd en Jackie Silva. Ze nam in totaal deel aan zestien toernooien en behaalde daarbij acht overwinningen (Huntington Beach, Laguna Beach, Honolulu, Manhattan Beach, Pismo Beach, Venice Beach, Boulder en Cincinnati), drie tweede (Phoenix, Santa Barbara en Santa Cruz) en drie derde plaatsen (San Diego, Hermosa Beach en Laughlin).
Het daaropvolgende seizoen vormde ze een duo met Angela Rock. Van de zeventien toernooien waar ze aan meededen wonnen ze er twaalf (Austin, Daytona Beach, Phoenix, Hermosa Beach, San Diego, Salt Lake City, Santa Cruz, Manhattan Beach, Camp Pendleton, Myrtle Beach, Boulder en Santa Barbara). In Fresno en Venice Beach eindigden ze verder als tweede en in Clearwater en Reno werden ze derde. De eerste helft van 1992 speelde Kirby elf wedstrijden met Rock. Het tweetal boekte vijf overwinningen (Fort Myers, Phoenix, Fresno, San Diego en Austin) en behaalde tweede plaatsen in Santa Cruz en Las Vegas en derde plaatsen in Isla Verde en Seal Beach. Vanaf juli partnerde Kirby met Nancy Reno. Het duo won drie van de vijf WVPA-toernooien waar ze aan meededen (Atlantic City, Minneapolis en Manhattan Beach) en eindigde als tweede in Boulder. Daarnaast debuteerden ze in de FIVB World Tour; in het seizoen 1992/93 behaalden ze met twee overwinningen (Almería en Rio de Janeiro) bovendien de eindzege van de mondiale competitie.

### 1993 tot en met 1996
Vervolgens vormde Kirby twee en een half seizoen een team met Liz Masakayan. Het eerste jaar wonnen ze twaalf van de dertien WPVA-toernooien waar ze aan meededen (Carolina, San Diego, Fresno, New Orleans, Jacksonville, Hermosa Beach, Santa Cruz, Boston, Fairborn, Pismo Beach, Long Beach en Manhattan Beach). In Austin werden ze derde en in Powell eindigde Kirby met verschillende partners als eerste. In het seizoen 1993/94 namen ze deel aan drie FIVB-toernooien. Ze werden eerste in Santos en La Serena en eindigden als derde in Miami. Daarmee won Kirby voor de tweede keer het eindklassement van de World Tour. Het seizoen daarop eindigden ze als tweede in Santos en als derde in Osaka. Daarnaast wonnen ze de gouden medaille bij de Goodwill Games in Sint-Petersburg ten koste van de Braziliaansen Adriana Samuel en Mônica Rodrigues. Met Debra Richardson eindigde ze bovendien als tweede en derde bij de internationale toernooien van La Serena en Rio de Janeiro. In 1994 kwamen Kirby en Masakayan in de binnenlandse competitie bij dertien toernooien tot elf overwinningen (Isla Verde, Fort Lauderdale, Austin, New Orleans, San Diego, Hermosa Beach, Sacramento, Newport, Santa Cruz, Long Beach en Manhattan Beach). In Myrtle Beach eindigde het duo verder als tweede en in Las Vegas als derde.
In 1995 speelde Kirby met Masakayan nog vijf internationale wedstrijden – podiumplaatsen in Clearwater, Hermosa Beach en Busan – en zeven wedstrijden in de WVPA Tour – overwinningen in Dallas, Hermosa Beach en Newport. In het Amerikaanse circuit nam ze vervolgens deel aan drie toernooien met Linda Hanley en een met Rock. Daarbij behaalde ze twee tweede (Portland en Huntington Beach) en twee derde plaatsen (Long Beach en Kauai). Op mondiaal niveau was ze verder met zowel Rock als Reno actief op twee toernooien, waarbij ze een overwinning (Carolina), een derde plaats (Bali) en twee zevende plaatsen (Brisbane en Santos) behaalde. Het jaar daarop kwam Kirby in de World en de WVPA Tour afwisselend uit met Reno, Rock, Christine Podraza, Lisa Arce, Barbra Fontana en Karrie Poppinga. In de binnenlandse competitie behaalde ze daarbij drie zeges (Fairfax, San Diego en Long Beach), drie tweede plaatsen (Hermosa Beach, Austin en Newport) en drie derde plaatsen (tweemaal New York en Kauai). Internationaal kwam ze niet verder dan twee vijfde plaatsen (Recife en Carolina).

### 1997 tot en met 2000
In 1997 partnerde Kirby met Reno. In de Amerikaanse competitie waren ze actief op elf toernooien waarbij ze tot drie eerste plaatsen kwamen (Orlando, Atlantic City en Hermosa Beach). Daarnaast eindigde het duo drie keer als tweede (Miami, Dallas en East Quogue) en eenmaal als derde (Kauai). Met Masakayan werd ze verder vijfde in San Diego. Kirby en Reno behaalden op mondiaal niveau een negende plaats bij de Busan Open en namen in Los Angeles deel aan de eerste officiële wereldkampioenschappen beachvolleybal. Het tweetal won een bronzen medaille nadat ze in de halve finale verloren hadden van hun landgenoten Holly McPeak en Lisa Arce. Het daaropvolgende seizoen vormde Kirby opnieuw een team met Masakayan. Het duo deed mee aan vijf toernooien in de World Tour waarbij het niet verder kwam dan een vijfde plaats in Vasto. Bij de Goodwill Games in New York eindigden ze als zesde. Het jaar daarop speelde Kirby drie wedstrijden in de AVP Tour met Caren Kemner; in het mondiale circuit was ze met Kemner, Dodd en McPeak actief op drie reguliere toernooien. Daarnaast deed ze met Dodd mee aan de WK in Marseille. Ze verloren in de eerste ronde van de Françaises Anabelle Prawerman en Cécile Rigaux en werden daarna in de herkansing uitgeschakeld door het Chinese duo Chi Rong en Xiong Zi. In 2000 nam ze met Poppinga deel aan het FIVB-toernooi van Rosarito. In de Amerikaanse competitie was ze afwisselend actief met Dodd, Poppinga, Masakayan en Kristin Schritter. Kirby kwam niet verder dan twee vijfde plaatsen en speelde in San Diego haar laatste professionele beachvolleybalwedstrijd. Ze werd in 2004 opgenomen in de Volleyball Hall of Fame.

## Palmares
Kampioenschappen
- 1994:  Goodwill Games
- 1997:  WK

FIVB World Tour
- 1992:  Almería Open
- 1993:  Rio de Janeiro Open
- 1993:  FIVB World Tour
- 1993:  Santos Open
- 1994:  Miami Open
- 1994:  La Serena Open

- 1994:  FIVB World Tour
- 1994:  Osaka Open
- 1994:  Santos Open
- 1995:  La Serena Open
- 1995:  Rio de Janeiro Open
- 1995:  Clearwater Open
- 1995:  Hermosa Beach Open
- 1995:  Busan Open
- 1995:  Bali Open
- 1995:  Carolina Open